# Fonondara
Fonondara est une localité du nord de la Côte d'Ivoire qui se situe dans la Région des savanes, entre les villes de Boundiali et Korhogo. La population y est constituée essentiellement de Sénoufos.